# Транскрипция (музыка)
Транскри́пция (в музыке) — музыкальное произведение, созданное путём творческой адаптации имевшегося музыкального материала (нотного текста пьесы, мелодии песни, ненотированного фольклора, природных звуков) для определённого состава исполнителей. По сравнению с оригиналом, набор инструментов может быть как тем же, так и другим; также может учитываться ожидаемый уровень мастерства играющих.
Удачные транскрипции характеризуются бережным отношением к замыслу автора оригинала и, одновременно, неоспоримостью творческого вклада транскриптора. Такие сочинения имеют самостоятельную художественную ценность и часто включаются в программы академических концертов.
Существуют фортепианные транскрипции скрипичных, органных и оркестровых пьес, скрипичные транскрипции фортепианной музыки и многочисленные прочие комбинации; кроме того, имеются транскрипции без изменения инструмента (с большей, чем в начальном варианте, виртуозностью или же, наоборот, облегчённые). Их создание способствует пропаганде ярких произведений, независимо от того, для каких инструментов они были изначально опубликованы. Написание транскрипций народной музыки, кроме того, существенно для развития национальных культур.
В историческом плане транскрипции сыграли важную роль в становлении инструментальной музыки: до XVII в. значительную долю произведений для клавишных инструментов составляли транскрипции вокальных сочинений. Позднее, в конце XIX в., транскрипции являлись основой репертуара духовых оркестров.
Среди видных транскрипторов в истории музыки — Иоганн Себастьян Бах (транскрибировавший для различных составов исполнителей и свои собственные сочинения, и произведения Вивальди, Телемана, Марчелло), Ференц Лист (известный в том числе оперными транскрипциями и транскрипциями скрипичных сочинений Паганини), Ф. Бузони, К. Таузиг. Оркестровую транскрипцию «Картинок с выставки» Мусоргского создал Равель. Некоторые из работавших в России музыкантов, занимавшихся написанием транскрипций, — Л. С. Ауэр (автор ряда скрипичных транскрипций музыки Шопена), М. А. Балакирев, С. В. Рахманинов.
При обозначении авторства указывается фамилия композитора, создавшего оригинальное произведение, и через тире фамилия транскриптора, например Бах—Бузони. Иная форма: указывается только автор оригинала, а затем в скобках отмечается «(транскрипция такого-то для такого-то инструмента)».
Смежными с транскрипцией понятиями, также означающими создание музыки на базе имеющегося музыкального материала, являются переложение, обработка и аранжировка, однако в этих случаях творческая роль вторичного автора явно ниже. С другой стороны, в парафразах, рапсодиях или фантазиях вторичным автором привносится даже больше, чем в транскрипции, но ценой значительного отхода от замысла автора оригинала.